# Re di Armenia
Questa è una lista dei re e delle regine d'Armenia, classificati attraverso le varie componenti che storicamente caratterizzarono la regione dell'Armenia dal punto di vista politico.

## Grande Armenia
Con Grande Armenia si designa il più esteso e duraturo dei regni armeni.
I primi re sono classificati secondo la tradizione armena, nell'ordine indicato da Mosè di Corene.

### Re semi-leggendari
- Oronte Sakavakyats (570-560 a.C.)
- Tigrane (560-535 a.C.)
- Vahagn (530-515 a.C.)

### Satrapi achemenidi (ca. 500-331 a.C.)
Satrapi d'Armenia durante l'Impero achemenide.
- Hidarnes I (fine del VI secolo a.C.)
- Hidarnes II (primi anni del V secolo a.C.)
- Hidarnes III (metà del V secolo a.C.)
- Ardashir (2^ metà del V secolo a.C.)
- Oronte I (401-344 a.C.)

### Dinastia orontide (331-200 a.C.)
- Oronte II (344-331 a.C.), già satrapo achemenide, si proclamò re nel 331 a.C.
- Mithranes (331-317 a.C.)

Nel confuso periodo immediatamente successivo alla morte di Alessandro Magno (323 a.C.), si contesero l'Armenia Neottolemo (323-321 a.C.) ed Eumene di Cardia (321 a.C.)
- Oronte III (317- 300 a.C.)
- Sames (260 a.C.)
- Arsames (260-228 a.C.)
- Xerxes (228-212 a.C.)
- Oronte IV (212–200 a.C.)

### Dinastia artasside (189 a.C.-12 d.C.)
- Artaxias I (190-160 a.C.)
- Artavaside I (160-115 a.C.)
- Tigrane I (115-95 a.C.)
- Tigrane II il Grande (95-55 a.C.)
- Artavaside II (55-34 a.C.)
- Artaxias II (33-20 a.C.)
- Tigrane III (20-8 a.C.)
- Tigrane IV (8-5 a.C., 2-1 a.C.)
- Artavaside III (5-2 a.C.)
- Erato (8-5 a.C.; 2 a.C. - 2 d.C.; 11-12 d.C.)

### Sovrani non dinastici (2-61 d.C.)
Nel primo sessantennio dell'era comune si avvicendarono vari sovrani, non appartenenti a una singola dinastia, sostenuti dall'Impero romano o dall'Impero partico in contesa tra loro per estendere la loro influenza sull'Armenia.
- Ariobarzane II, già principe di Media Atropatene, discendente matrilineare da Tigrane II, sostenuto dai romani (2-4)
- Artavaside IV, figlio del precedente (4-6)
- Tigrane V, della dinastia erodiana (6-11), cui successe brevemente il terzo regno di Erato (11-12)
- Vonone, arsacide, già re di Partia, sostenuto dai romani (12-18)
- Artaxias III d'Armenia, della dinastia pontica (18-34)
- Arsace d'Armenia, arsacide, figlio di Artabano II di Partia (34-35)
- Mitridate, fratello di Farasmane I di Iberia (35-37, primo regno)
- Orode d'Armenia, arsacide, figlio di Artabano II di Partia (37-41)
- Mitridate (41-52, secondo regno)
- Radamisto, figlio di Farasmane I di Iberia (52-54)
- Tiridate I di Armenia, arsacide, figlio di Vonone II e fratello di Vologase I di Partia (54-58, primo regno)
- Tigrane VI, nipote di Tigrane V (58-61)

### Dinastia arsacide (61-428)
Nel 61 tornò sul trono Tiridate I, arsacide di Partia ma con assenso anche romano, che riuscì a instaurare stabilmente la dinastia degli Arsacidi d'Armenia.
- Tiridate I di Armenia (61 - 75 oppure 88)
- Sanatruce (75/88 - 109)
  - 112-114: si ebbero due sovrani non dinastici, entrambi figli di Pacoro II di Partia, il primo sostenuto dai romani e il secondo dai parti: Axidares (110-112) e Parthamasiri (112-114).
  - 114-117: nel corso delle sue campagne armeno-partiche, Traiano creò la provincia romana d'Armenia (114-117).
- Vologese I (117-144)
- Soemo (144-160, primo regno)
- Aurelio Pacoro (160-163)
- Soemo (164-180, secondo regno)
- Vologase II di Armenia, figlio di Vologase IV di Partia: regnò sull'Armenia (180-190), poi sulla Partia come Vologese V (190-208)
- Cosroe I di Armenia, figlio del precedente (190-216)
- Tiridate II di Armenia, figlio del precedente (217-252)
- 252: i Sasanidi, che nel 224 avevano deposto gli Arsacidi di Partia instaurando in Persia il nuovo Impero sasanide, occuparono anche l'Armenia, con due re non arsacidi:
  - Hormizd-Ardashir, figlio del re sasanide Sapore I, fu posto sul trono d'Armenia dal padre (252-270); in seguito re di Persia come Ormisda I (270-271)
  - Narsete, fratello del precedente, regnò sull'Armenia (270-293) e poi sulla Persia (293-303)
- Cosroe II di Armenia, arsacide, installato dai romani in Armenia occidentale (280-287)
- Tiridate di Armenia, figlio di Cosroe I, regnò prima sull'Armenia occidentale (287-293) e poi su tutta l'Armenia dopo che Narsete divenne re di Persia (293-298)
- Tiridate III di Armenia, figlio di Cosroe II (298-330)
- Cosroe III il Minuto, figlio del precedente (330-338)
- Tigrane VII, figlio del precedente (338-350)
- Arsace II, figlio del precedente (350-368)
- Pap di Armenia, figlio del precedente (368-374)
- Varazdat, figlio di un fratello del precedente (374-378)
- Arsace III (378-387) e Vologese III (378-386), figli di Pap.

Nel 384 i Sasanidi installarono come re l'arsacide Cosroe IV, in opposizione ad Arsace III sostenuto dai romani. Tale divisione del regno in una metà occidentale filo-romana e in una orientale filo-persiana fu formalizzata nel 387, con un accordo tra l'imperatore romano Teodosio e l'imperatore sasanide Sapore III.
- Alla morte di Arsace III (389), Teodosio decise di non nominare un nuovo re dell'Armenia occidentale, che quindi fu integrata all'Impero romano d'oriente (Armenia bizantina).
- I Sasanidi mantennero la loro metà orientale come regno ridotto d'Armenia dal 384 al 428, quando Bahram V, con l'assenso dell'aristocrazia armena, depose l'ultimo sovrano e annesse il regno alla Persia (Persarmenia).

### Marzpanato (428-646)
- Veh Mihr Shahpur 428-442
- Vasak, king of Siunik 442-451
- Adhur Hordmidz (Adrormizd) 451-465
- Adhur Guschnasp (Ardervechnasp) 465-481
- Sahak Bagratuni 481-482
- Occupazione militare da parte del generale Mihran 482
- Vahan Mamikonian (provvisorio) 482-483
- Zarmihr Karen (occupazione militare) 483
- Shahpur di Rayy 483-484
- Vahan Mamikonian (per la seconda volta) 484-505/510 (governo provvisorio 484-485)
- Vard Mamikonian (fratello) 505/510-509/514
- Gushnasp Vahram ?-509/514-518
- Mjej Gnuni 518-548
- Tan Shapur 548-552
- Guchnasp Vahram (per la seconda volta ?) 552-554
- Tan Shapur (per la seconda volta) 554-558/560
- Varazdat 558/560-564
- Sunen 564-572
- Vardan Mamikonian (governo provvisorio) 572
- Mihran Mihrevandak (governo militare) 572
- Vardan Mamikonian 572-573
- Artur Madoyan 573
- Golon Mihran (governo militare) 573
- Vardan Mamikonian 573-577
- Tham Khusru 577-580
- Varaz Vzur 580-581
- Aspahbad Pahlav 581-582/588
- Frahat 582/588-588/589
- Hratzin 588/589-590
- A Bisanzio 590
- Mushegh Mamikonian 590-591 (governatore)
- Hamarakar 591 (governatore)
- Sconosciuti ? 591-603 (governatori)
- Smbat Bagratuni 603-611
- Shahrayanpet (nella parte orientale del Regno) 611-613
- Shahen Vahmanzadhaghan (nella parte occidentale del Regno) 611-613
- Parsayenpet 613-616
- Namdar Guchnasp 616-619
- Sharaplakan (Sarablagas) 619-624
- Rozbihan 624-627
- Provincia bizantina 627-628
- Varaztirots Bagratuni 628-634
- Sconosciuto ? 634-?
- Mjej Gnuni 627-635
- Davith Saharuni 635-638
- Numerosi "nakharar" 638-643
- Theodoros Rechtuni 643-645
- Varaztirots Bagratuni 645-646

### Principi d'Armenia (646-806)
- Thedoros Rechtuni 646-653
- Smbat I Bagratuni 646-653 (con Theodoros, da solo a partire dal 753)
- Theodoros Rechtuni (per la seconda volta) 653-654
- Mushegh Mamikonian 654
- Maurianos 654
- Theodoros Rechtuni (per la terza volta) 654-655
- Maurianos (per la seconda volta) 655
- Theodoros Rechtouni (per la quarta volta) 655
- Hamazasp Mamikonian 655-661
- Grigor Mamikonian 661-685
- Ashot Bagratuni 685-690
- Nerseh Kamsarakan 690-693
- Smbat II Bagratuni (figlio di Varaztirots Bagratuni) 693-695 (protettorato arabo)
- Abd Allh Ibn Hatim al-Bahili 695-696
- Smbat II Bagratuni (per la seconda volta) 696-705 (indipendente)
- Al Califfato Omayyade 705
- Ashot Bagratuni 732-745
- Grigor Mamikonian 745-746
- Ashot Bagratuni (per la seconda volta) 746-750
- Grigor Mamakonian (per la seconda volta) 750-751
- Mushegh Mamikonian (fratello di Grigor) 751-?
- Occupazione araba 751-754
- Sahak Bagratuni, Signore di Taron 754-771
- Smbat Bagratuni 771-772
- vacante 772-781
- Tatjat Antzevari 781-785
- vacante 785-806

### Re bagratidi (885-1079)
- Ashot I il Grande, 885-890
- Smbat I il Martire, 890-914
- Ashot II il Ferreo, 914-928
- Abas I di Armenia, 928-952
- Ashot III il Misericordioso, 952-977
- Smbat II il Conquistatore, 977-989
- Gagik I, 989-1020
- Hovhannes I di Ani - Hovhannes [Giovanni]-Smbat III (XI) (figlio), 1020-1040
- Ashot IV il Valoroso, 1021-1039
- Gagik II, 1042-1045 , morto c. 1079

## Altri regni armeni
Oltre all'antica "Grande Armenia" e al medievale Regno bagratide, ad essa geograficamente sovrapponibile, nell'area vi furono anche altri regni armeni, sia nell'antichità sia nel medioevo, i cui sovrani sono qui di seguito elencati.
Sulle antiche Sofene e Commagene regnarono re orontidi anche dopo che la dinastia era stata deposta dal trono della Grande Armenia nel 200 a.C.

### Sofene (260-95 a.C.)
- Xerxes c. 220-212/211 a.C.
- Zariachis 211-? (indipendente dal 180 a.C.)
- Mithrobuzanes c. 170 a.C.
- Successori sconosciuti, II secolo a.C.
- Artanes ?-90 a.C.

90-63 a.C.: annessa all'Armenia
- Sohemo c. 56-63

Dopo il 63: annessa all'Impero romano

### Commagene (163 a.C. - 72 d.C.)
- Tolomeo di Commagene 163-130 a.C.
- Samo II Teosebe Diceo 130-109 a.C.
- Mitridate I Callinico 109-62 a.C.
- Antioco I Teo Diceo Epifane Filoromeo Filelleno 62-36 a.C.
- Mitridate II Filelleno 36-20 a.C.
- Antioco II 29 a.C.
- Mitridate III di Commagene 20-12 a.C.
- Antioco III di Commagene 12 a.C. - 17

17-43: controllo diretto romano
- Antioco IV Epifane 43-72

Dopo il 72: annessa all'Impero romano